# Монсуммано-Терме
Монсуммано-Терме (итал. Monsummano Terme) — коммуна в Италии, располагается в регионе Тоскана, в провинции Пистоя.
Население составляет  21 143 человек (31-5-2019), плотность населения составляет 648,16 чел./км². Занимает площадь 32,62 км². Почтовый индекс — 51015. Телефонный код — 0572.
Покровительницей коммуны почитается Пресвятая Богородица (Maria Santissima della Fontenova), празднование 9 июня.

## Демография
Динамика населения:

## Администрация коммуны
- Официальный сайт: http://www.comune.monsummano-terme.pt.it/

## Примечание
1. ↑  Statistiche demografiche ISTAT. demo.istat.it. Дата обращения: 8 декабря 2019. Архивировано 24 июля 2019 года.
2. ↑  Monsummano Tèrme. Дата обращения: 7 января 2025. Архивировано 20 января 2025 года.